# Ніалл Кайлле мак Аедо
Ніалл Кайлле мак Аеда — (ірл. — Niall Caille mac Áeda) — верховний король Ірландії. Час правління: 833—846.

## Походження

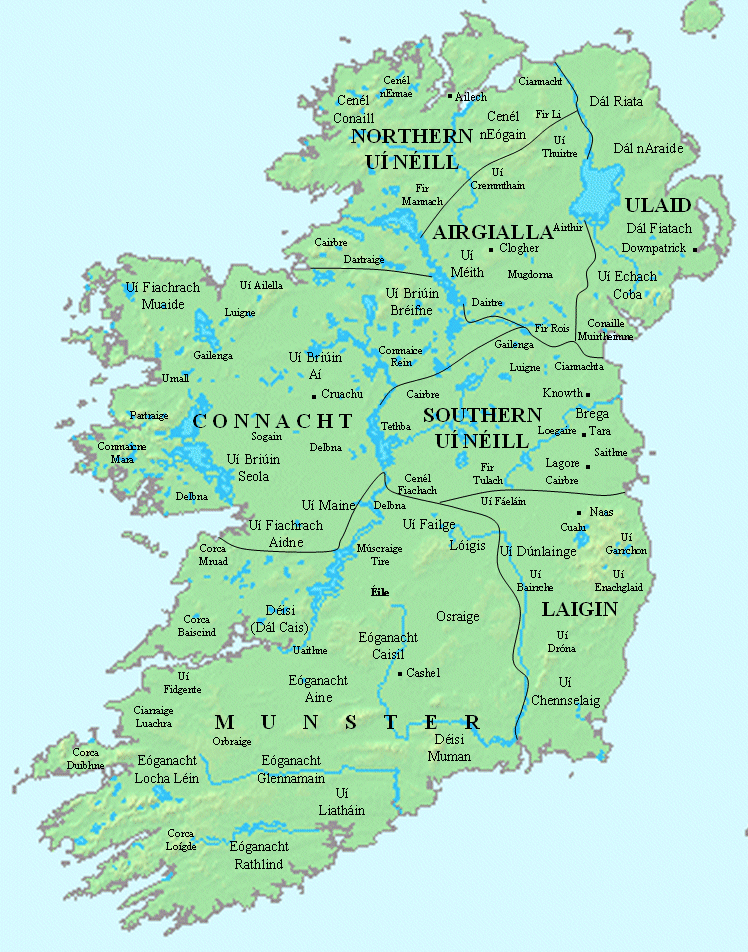
Королівства, племена, клани Ірландії в ранньому середньовіччі.

Син Аеда мак Нейла (ірл. — Áed mac Néill) (пом. 819). Його називають часто Аед Оірдніде мак Нейлл, він був верховним королем Ірландії. Мати: Медб (ірл. — Medb) — дочка Індрехтаха мак Муйредійга (ірл. — Indrechtach mac Muiredaig) з клану О'Бріуйн — О'Брюнь (ірл. — Uí Briúin) з Коннахту.
Його онук — якого звали так само: Ніалл мак Аеда (пом. 917) — теж був верховним королем Ірландії.

## Історичний фон
Ніалл Кайлле мак Аеда належав до північної гілки О'Нейлів (О'Нілів) — до клану Кенел н-Еогайн (ірл. — Cenél nEógain). Довгий час саме цей клан домінував в Ірландії. Довгий час трон верховних королів Ірландії був предметом суперництва між різними гілками королівського роду О'Нейлів. На початку ІХ століття боротьба за трон велась між кланом Холмайн (ірл. — Clann Cholmáin) з південних О'Нейлів та кланом Кенел н-Еогайн з північних О'Нейлів. Коли помер верховний король Аед Оірдніде мак Нейл, що належав до гілки Кенел н-Еогайн, трон верховних королів захопив Конхобар мак Доннхада з конкуруючої гілки — з клану Холмайн. Батько Конхобара теж був верховним королем Ірландії — перед Аедом Оірдніде мак Нейлл. Конкуруючі гілки О'Нейлів почергово захоплювали трон верховних королів.
Після смерті батька Ніалл Кайлле мак Аеда не одразу домігся успіху, слави і влади навіть в рамках власного клану Кенел н-Еогайн. Його троюрідний брат Мурхад мак Маеле Дуїн (ірл. — Murchad mac Máele Dúin) став королем Айлеху та вождем клану Кенел н-Еогайн. «Літописи Ольстера» повідомляють, що у 823 році був скинутий з трону Айлеха Мурхад і Ніалл Кайлле став королем Айлеху і вождем клану.

## Король Айлеху
У 827 році виник конфлікт навколо монастирів і церкви в нинішньому графстві Арма. Це стало причиною чергової війни на півночі Ірландії. «Літопис Чотирьох Майстрів» повідомляє наступне. Куммасках мак Кахайл (ірл. — Cummascach mac Cathail) з клану О'Кремхайн (ірл. — Uí Cremthainn) вигнав з Арми сповідника О'Нейлів — Еогана Майністреха (ірл. — Éogan Mainistrech) і поставив на чолі місцевої церкви як абата свого зведеного брата — Артрі мак Конхобайра (ірл. — Artrí mac Conchobair), що був сином верховного короля Ірландії Конхобара мак Доннхада. Про Артрі «Літопис Ольстера» писав як про єпископа Арми ще у 825 році коли він проголосив «закон святого Патріка» в королівстві Коннахт разом з королем Мюнстера Фейдлімідом мак Крімпханном (ірл. — Feidlimid mac Crimthainn). Судячи з літописів, він тоді був діючим наставником церкви і вважав себе духовним спадкоємцем святого Патріка.
Якою б не була справжня причина конфлікту, але Ніалл Кайлле мак Аеда підняв армію зібрану кланами Кенел н-Еогайн та Кенел Конайл і рушив на Арму. Він зітнувся з військом Куммаскаха та королівства Айргіалла (ірл. — Airgíalla) які приєдналися до армії Муйредаха мак Еохада (ірл. — Muiredach mac Eochada) — короля Ольстеру. «Літопис Чотирьох Майстрів» розповідає, що відбулася битва під Лех Кам (ірл. — Leth Cam) — біля сучасного Кілморе, графство Арма. Битва була дуже жорстокою і тривали три дні. Битва закінчилась вирішальною перемогою Ніалл Кайлле мак Аеда та північних О'Нейлів. Куммасках та його брати були вбиті Конгалахом. «Літопис Ольстера» повідомляє, що «багато королів Айргіалли були вбиті там». Після цієї битви могутність і влада королівства Айргіалла занепала — королівство стало підпорядковуватись північним О'Нейлам. Артрі був скинутий з абатства Арма (Ард Маха). Аббатом знову став Еоган Майністрех. Повідомляється в «Літописах Ольстера» про його смерть в 834 році.

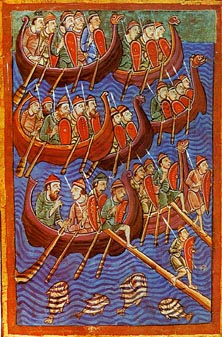
Похід вікінгів. Середньовічний малюнок 12 століття.

## Король Тари— верховний король Ірландії
Після смерті верховного короля Ірландії Конхобара мак Доннхада в 833 році Ніалл Кайлле мак Аеда став верховним королем Ірландії. Його правління почалось успішно — з перемоги над вікінгами, які здійснили набіг на Деррі. Після цього успіху Ніалл Кайлле здійснив похід на васальне королівство Ленстер, яке знову виразило непокірність верховному королю. «Літопис Ольстера» повідомляє, що «Ніалл Кайлле повів військо на Лайгін, і він поставив короля над Лайгіном». Його кандидатурою на трон короля Ленстеру був Бран мак Фаелайн (ірл. — Bran mac Fáeláin) з клану О'Дунлайнге (ірл. — Uí Dúnlainge). У тому ж році він здійснив похід на володіння південних О'Нейлів, розорив і сплюндрував їх землі на південь від сучасного Оффалі.
У наступному 836 році Ніалл Кайлле мак Аеда почав конфлікт з королівством Мюнстер — з його королем Фейдлімідом мак Крімхайном (ірл. — Feidlimid mac Crimthainn). Фейдлімід був одночасно і королем і священнослужителем, наставником монастиря в Клонферті (ірл. — Clonfert), прихильником суворого вчення Келі Де (ірл. — Céli Dé). Фейдлімід з військом напав на монастир в Кілдері (ірл. — Kildare), захопив абата Арми Форіндана (ірл. — Forindán). Можливо причина конфлікту була зовсім не в релігійній площині і не в тонкощах віровчення чи монастирських уставів — Фейдлімід хотів кинути виклик верховному королю. Бенджамін Франклін вважає, що Форідан замінив Діармайта О'Тігернайна (ірл. — Diarmait ua Tigernáin) за рік до цих подій і невідомо, якого з супротивників Ніалла Кайлле король Мюнстера насправді підтримував. У 838 році Ніалл Кайлле та Фейдлімід провели рігдал (ірл. — rígdal) — зустріч королів або в Клонкуррі або в Клонферті. Південні джерела, такі як «Літопис Іннісфаллена», повідомляють, що на цій зустрічі Ніалл Кайлле мак Аеда визнав Фейдліміда мак Крімхайна як верховного короля Ірландії, але північні джерела, такі як «Літопис Ольстера» про це мовчать.
Так чи інакше, але угоди цієї зустрічі не поклали край конфлікту. У 840 році Фейдлімід мак Крімхайн повів військо на пагорби Тари — центр володінь верховних королів Ірландії і зупинився там. У цей час Ніалл Кайлле мак Аеда знову плюндрував землі на південь від Оффалі знищуючи союзників Фейдліміда. Вони обидва вели війну на землях супротивника, але не зустрічались в бою до 841 року. Зітнулись на рівнині Маг н-Охтайр (ірл. — Mag nÓchtair) біля Клонкуррі. Ніалл Кайлле мак Аеда здобув перемогу в цій битві. Вірш, який наведений в «Літописах Ольстера» говорить про це так: 
«Жезл побожного Фейдліміда
Впав на чорну землю
І був підібраний Ніаллом — сильним в бою
По праву переможця, по праву меча.»
Фейдлімід отримав поразку, але лишився живий і зберіг за собою трон і корону Мюнстера. Ві правив Мюнстером ще кілька років і помер у 847 році від хвороби і ніколи більше не вів військові дії на півночі Ірландії.
У ці роки Ніалл Кайлле мак Аеда активно протистояв набігам вікінгів на півночі Ірландії, але ніколи не робив цього на півдні острова. Вікінги, отримавши відсіч на півночі перенесли свої напади на схід Ірландії. Вони зуміли захопити деякі території і створити постійні поселення в районі Дубліна та на берегах озера Лох-Ней. Ніалл Кайлле мак Аеда ще раз переміг вікінгів на рівнині Маг н-Іха (Mag nÍtha), що в сучасному графстві Донегол, у 845 році.

## Смерть
У наступному — 846 році він загинув під час походу — потонув в річці Каллан (ірл. — Callan), що в Армі. Був похований на тій же землі — в Армі.

## Родина
Ніалл Кайлле мак Аеда був одружений з Гормфлайх інген Доннхада (ірл. — Gormflaith ingen Donncadha) — сестрою Конхобара мак Доннхада (ірл. — Conchobar mac Donnchada). Вона померла у 861 році. «Літопис Ольстера» про неї пише як про «найчарівнішу і найпрекраснішу королеву Ірландії». У короля з цією дружиною було кілька дітей, але відомі імена тільки деяких. Син — Аед Фіндліах (ірл. — Áed Findliath) — став верховним королем Ірландії, його часто згадують як Аед Фіндліах мак Гормфлайх, щоб не плутати з іншим королем, що мав таке саме ім'я. Одна із дочок одружилась з Конайнгом мак Флайнном (ірл. — Conaing mac Flainn), що був з клану Сіл н-Аедо Слайне (ірл. — Síl nÁedo Sláine). Було в них ще кілька дочок і синів, але про імена їх і про їх кількість літописи мовчать.